# Kolta (település)
Kolta (szlovákul Kolta) szlovákiai község a Nyitrai kerület Érsekújvári járásában.

## Fekvése
Kolta a történelmi Komárom vármegye északi határán, Érsekújvártól 19 km-re keletre, Komáromtól 35 km-re északkeletre, a Cserhát-dombsor (a Dunamenti-hátság része) 287 m magasságig (Hosszúhegy – Dlhý vrch) emelkedő dombsorának (Kezrik-hegy 270 m, Svinský vrch 272 m) nyugati lábánál fekszik, a határában eredő Párizs-patak (és mellékvize a Lestyina) felső folyásánál.
Területének tengerszint feletti magassága 156–287 m közötti. Vadalmás (Vadalmáš), Mária-major (Dvor Mária), Ófalu (Stará dedina), Krásna és Kostolný majer tartozik hozzá. A Tatárhányás-dombon (Gulbišov kopec) a hagyomány szerint a koltaiak sáncokat emeltek a tatárjárás idején. Közigazgatási területe 25,9 km².
Közigazgatásilag nyugatról Komáromszemere és Komáromcsehi, északkeletről Fajkürt, keletről Cseke és Farnad, délről Jászfalu községek határolják. Áthalad rajta a 75-ös (Érsekújvárt Ipolysággal összekötő) főútvonal, melyhez itt csatlakozik a Komárom felől érkező 589-es főút. Mellékút köti össze Komáromcsehivel (4 km).

## Történelem
A vidék első lakói a kelták voltak, a Tatárjárás-dombon tárták fel településük nyomait. A honfoglalás után a Huba-nemzetség tagjai telepedtek le a mai Kolta területén.
A falu első írásos említése 1337-ből származik. Nevét puszta személynévből eredeztetik magyar névadással. 1469-ben a Kacsics rendbeli Oswald birtokaként említik, ki Kürthy néven szerepel. A Kürthy-család egészen a jobbágyfelszabadításig a falu hűbérura maradt a szomszédos Fajkürttel együtt.   A falu a török harcok idején elpusztult, 1552-ben csak 5 lakóháza maradt. A korábbi magyar lakosság helyére a Kürthyek szlovákokat telepítettek be. Kolta határában feküdtek a török időkben elpusztult Kerekszállás és Harangozó falvak. Harangozó és Kerekszállás is egyházas hely volt, előbbit utoljára 1636-ban, utóbbit 1669-ben említik. 1669-ben zajlottak le a leghevesebb harcok a Pálffy gróf vezette magyar és a török seregek között.
A 18. században a falu népessége növekedett, önálló egyházközséggé 1807-ben alakult (azelőtt Jászfalu filiája volt). Vásáros hely lett, a század második felében német bevándorlók is érkeztek, akik a környéken egyedülálló módon egy szélmalmot is építettek (1906-ban égett le).
Vályi András szerint: "KOLTA. Elegyes tót falu Komárom Várm. földes Urai több Uraságok, lakosai katolikusok, fekszik Perbetéhez más fél mértföldnyire, legelője elég, réttye tsekélyes, szőlő hegyei középszerű borokat teremnek, réttyeit néha a’ záporok járják."
Fényes Elek 1848-ban megjelent Komárom vármegye leírása című munkájában így ír róla: "Koltha,  magyar-tót f. Jászfalutól északra 1/4 mfdnyire, lapos völgyben. Van itt 1288 kath., 60 ágostai. 34 ref., 362 zsidó lakos, 154 szavazható nemes, kath. anyaegyház; sinagóga. Hegyes völgyes határa 5949 hold, mellyből 1000 h. erdő, 300 h. rét, 4463 h. majorsági, 183 h. úrbéri birtok, mert itt csak 5 jobbágy van, s e közül is 3 zsidó. Földe agyagos, de termékeny; leginkább megtenni a búzát és rozsot; a tavaszi gabonanemeket kevésbe , azonban lencséje híres. Bírják : Kürthy, Szombathelyi, Jáross, Bangya, Madarassy, Dömjén, Sáry, Halász, Horváth, Mátéffy, Lévay, Soós s. a. t."
1853-55 körül a legnagyobb birtokosa fajkürti és koltai Kürthy Lajos, kinek Koltán és a falu határában ebben az időben 709 hold (kb. 425 ha) földbirtoka volt.
1891-ben 1484-en lakták. Komárom vármegye 1907-ben megjelent monográfiájában (Borovszky) 212 házáról és 1500 lakosáról írnak. Ekkor még Kerekszállás határdombjai láthatóak voltak. A monográfia a következő pusztákat említi Kolta területén: "Halász, Hyross, Jaross, Klein, Lestyina, Lucsko, Milesz, Ófalu, Rózsa, Schrank, Styepinka, Trotzer és Vadalmás, valamint Mária-major". A Szombathelyi család szeszfőzdét is létesített a faluban. A századfordulón postahivatal és takarékpénztár, valamint törzsjuhászat (merinó) is működött itt.
A trianoni békeszerződés előtt Komárom vármegye Udvardi járásához tartozott. A 20. században a háborús bűnösként kivégzett Jaross Andor apja, Jaross Vilmos volt a falu fő birtokosa. Számos kúria és úri nyaraló állt itt: Jaross-kúria, Szombathelyi-kúria, Dunkly-nyárilak, Mészáros-kastély (1905), Kürthy kastély és Kürthy kúria.
1938 és 1945 között visszacsatolták Magyarországhoz. 1945. március 27-én foglalták el a szovjetek (emléktábla a kultúrház falán). 1949-ben megalakult az Egységes Földműves Szövetkezet (JRD), 1953-ban mozi is nyílt a faluban. Az 1990-es években kiépítették a gáz- és vízvezetéket.

## Népessége
| Év:            | 1994. | 2004.   | 2014.   | 2024.   |
| -------------- | ----- | ------- | ------- | ------- |
| Emberek száma: | 1482  | 1467    | 1330    | 1237    |
| Eltérés:       |       | -1,01 % | -9,33 % | -6,99 % |

| Év:            | 2023. | 2024.   |
| -------------- | ----- | ------- |
| Emberek száma: | 1236  | 1237    |
| Eltérés:       |       | +0,08 % |

1880-ban 1452 lakosából 660 magyar és 662 szlovák anyanyelvű volt.
1890-ben 1484 lakosából 925 magyar és 540 szlovák anyanyelvű volt.
1900-ban 1500 lakosából 1133 magyar és 352 szlovák anyanyelvű volt.
1910-ben 1545 lakosából 1071 magyar és 456 szlovák anyanyelvű volt.
1921-ben 1678 lakosából 16 német, 71 zsidó, 780 magyar, 789 csehszlovák és 22 egyéb külföldi volt. Ebből 1571 római katolikus, 87 izraelita, 14 evangélikus és 6 református vallású volt.
1930-ban 2086 lakosából 421 magyar és 1518 csehszlovák volt. A korabeli helyi adatfelvétel befolyásoltságáról nyilvánosan értekeztek.
1941-ben 2234 lakosából 1782 magyar és 396 szlovák volt. Ebből 75 zsidó vallású, akiknek nagy részét koncentrációs táborokba hurcolták.
1991-ben 1498 lakosából 69 magyar és 1418 szlovák volt.
2001-ben 1438 lakosából 1374 szlovák és 49 magyar volt.
2001-ben 1438 lakosának 95,5%-a szlovák, 3,41%-a magyar nemzetiségű. Ugyanekkor a lakosság 91,52%-a katolikusnak vallotta magát, 551 házából pedig 441 volt lakott.
2004-ben 1467, többségében szlovák nemzetiségű lakosa volt.
2011-ben 1407 lakosából 1357 szlovák és 19 magyar volt.
2021-ben 1257 lakosából 1163 (+4) szlovák, 21 (+2) magyar, 1 cigány, 8 egyéb és 64 ismeretlen nemzetiségű volt.

## Önkormányzat
A falu élén a polgármester áll (2008-ban Štefan Čomor), a községi képviselőtestület 9 tagú, 5 bizottságot és iskolatanácsot működtet.
A község jelképei a címer és a zászló, melyeket 1996. december 6-án fogadtak el. A címer Szűz Máriát ábrázolja, kezében jogarral és sarlóval. A zászlót, mely háromágú kecskefarokban végződik, 4 sáv alkotja: sötétkék, fehér, sárga, fehér.

## Gazdaság
A falu legfontosabb munkaadója, az EFSz átalakulásával létrejött Mezőgazdasági Szövetkezet – mely Komáromcsehivel közös – 205 dolgozót foglalkoztat és 2593 hektáron gazdálkodik.

## Oktatás, kultúra
A faluban alapiskola (mai formájában 1947-ben jött létre, ekkor körzeti iskolaként Jászfalu, Komáromcsehi és Komáromszemere falvakat is szolgálta) és az 1950-es évek óta óvoda is működik. A 2006-2007-es tanévben az általános iskolát 111, az óvodát 14 gyermek látogatta.

## Nevezetességek

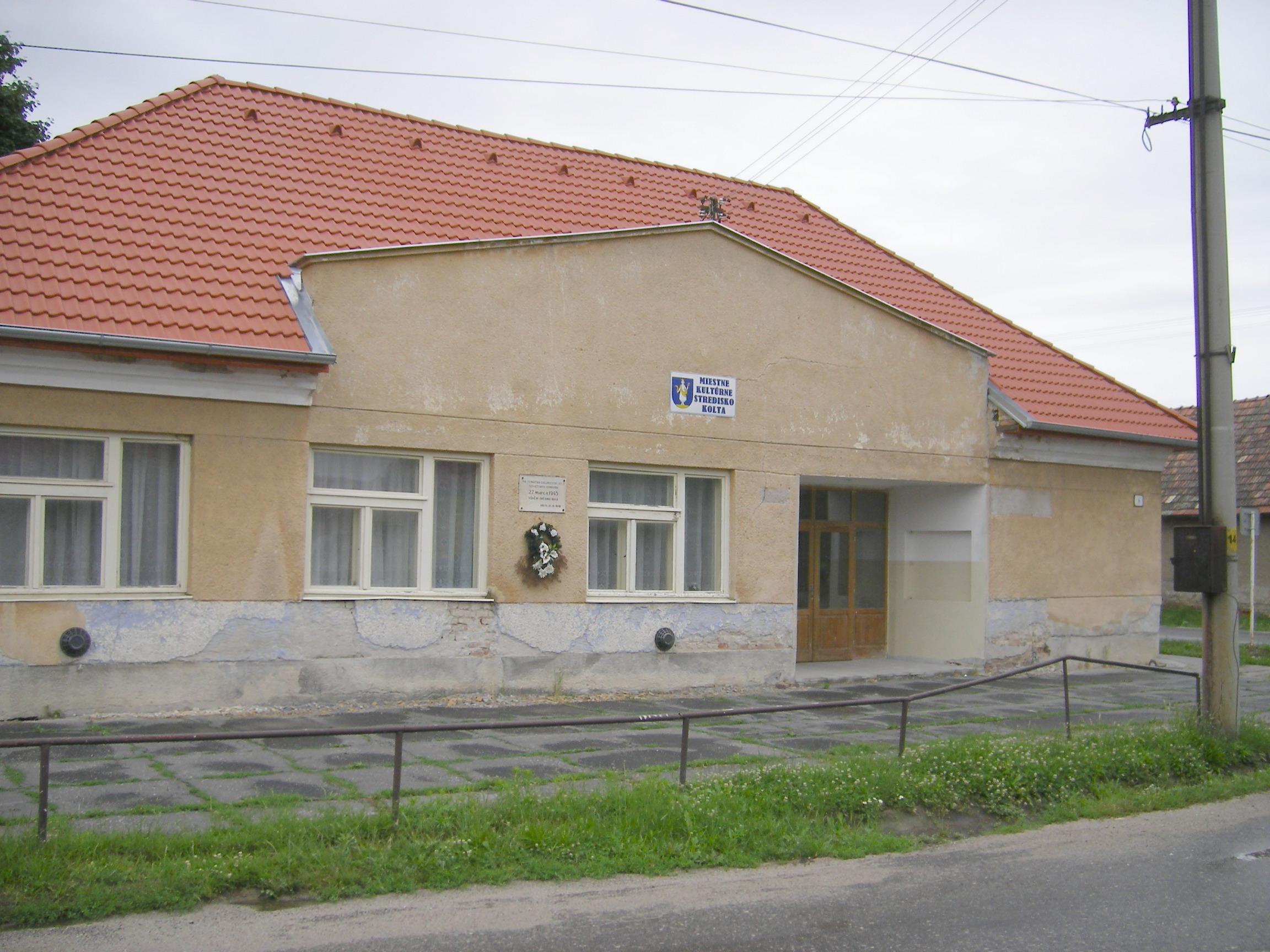
A koltai kultúrház
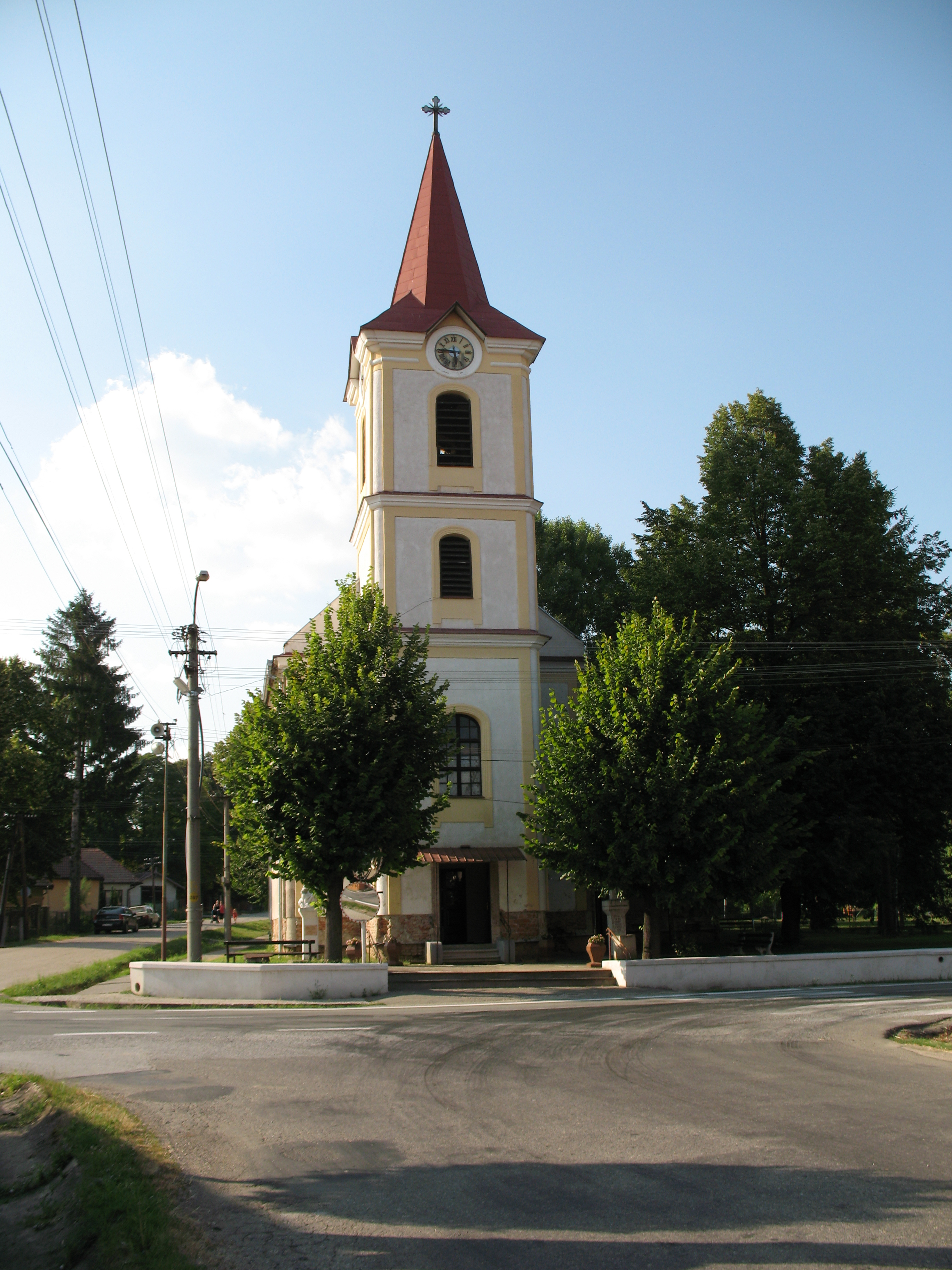
A katolikus templom
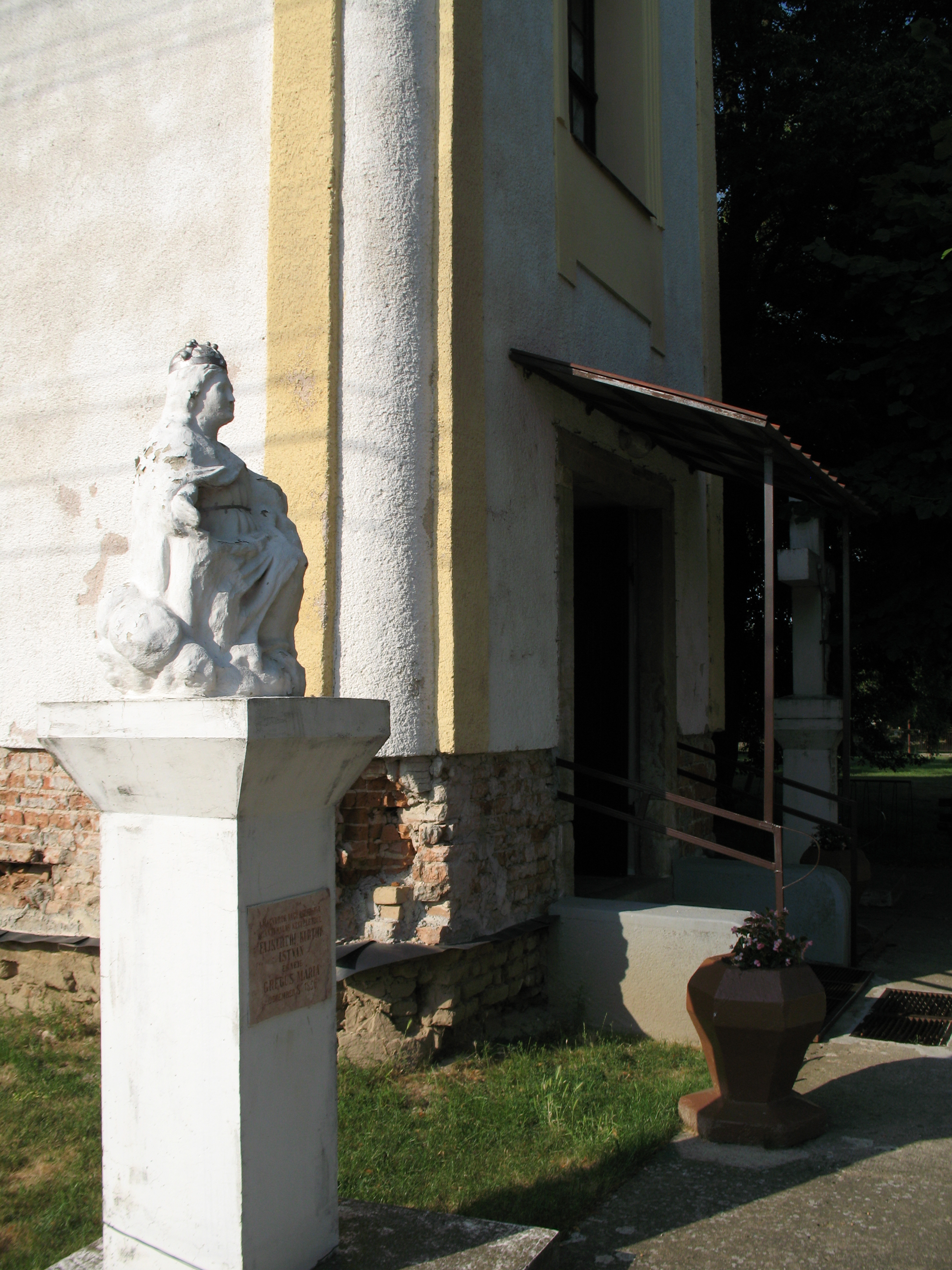
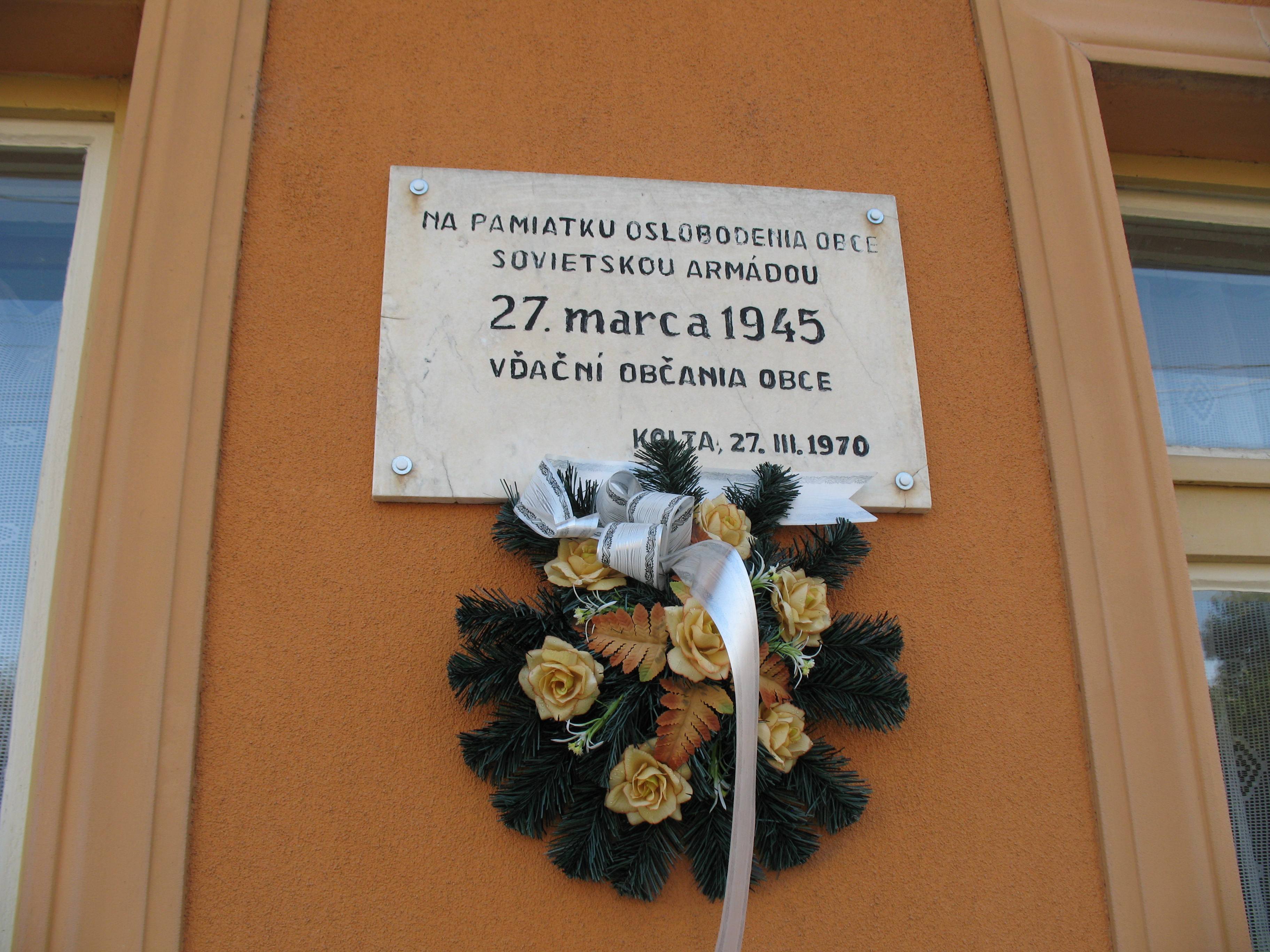
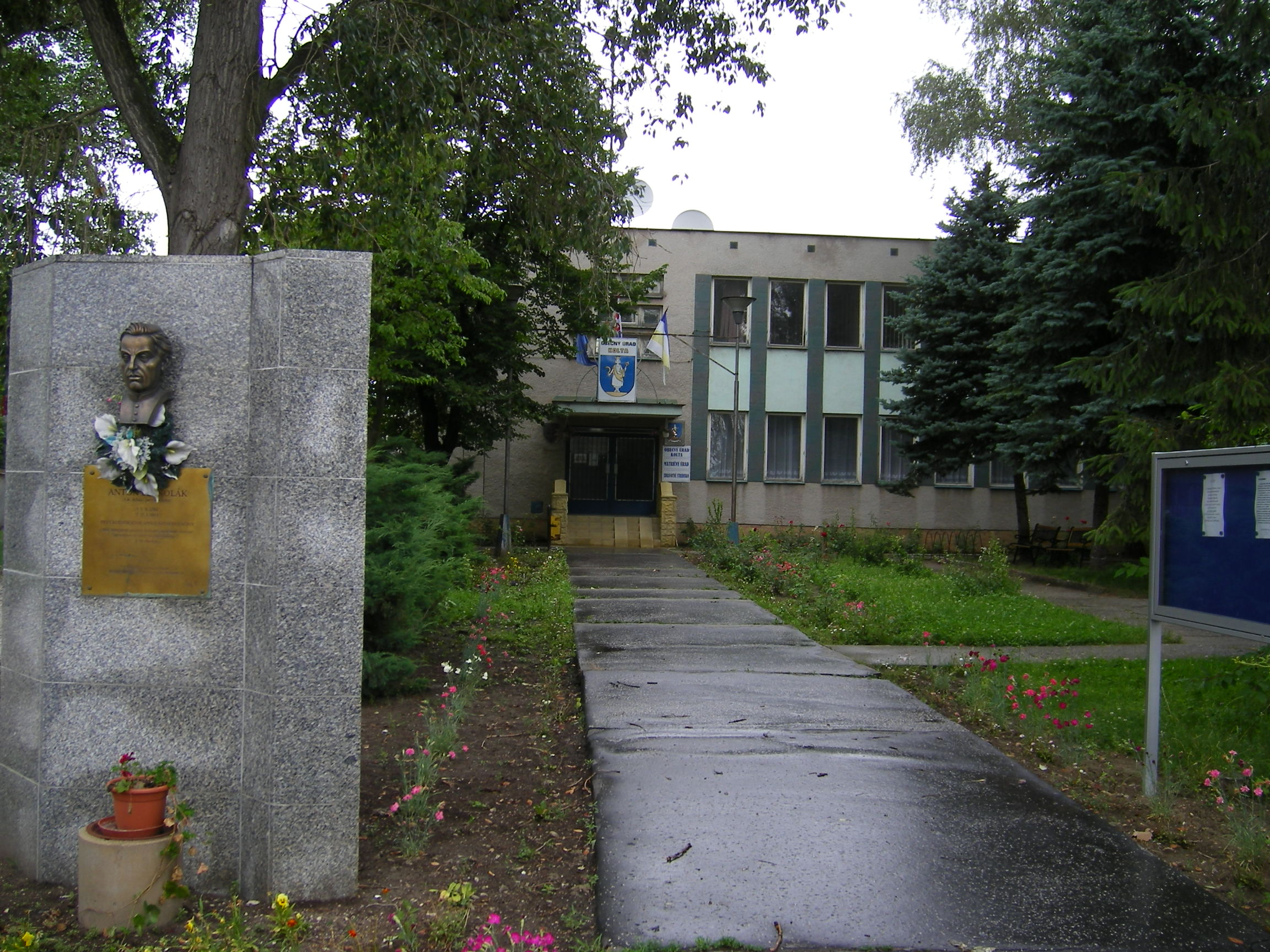
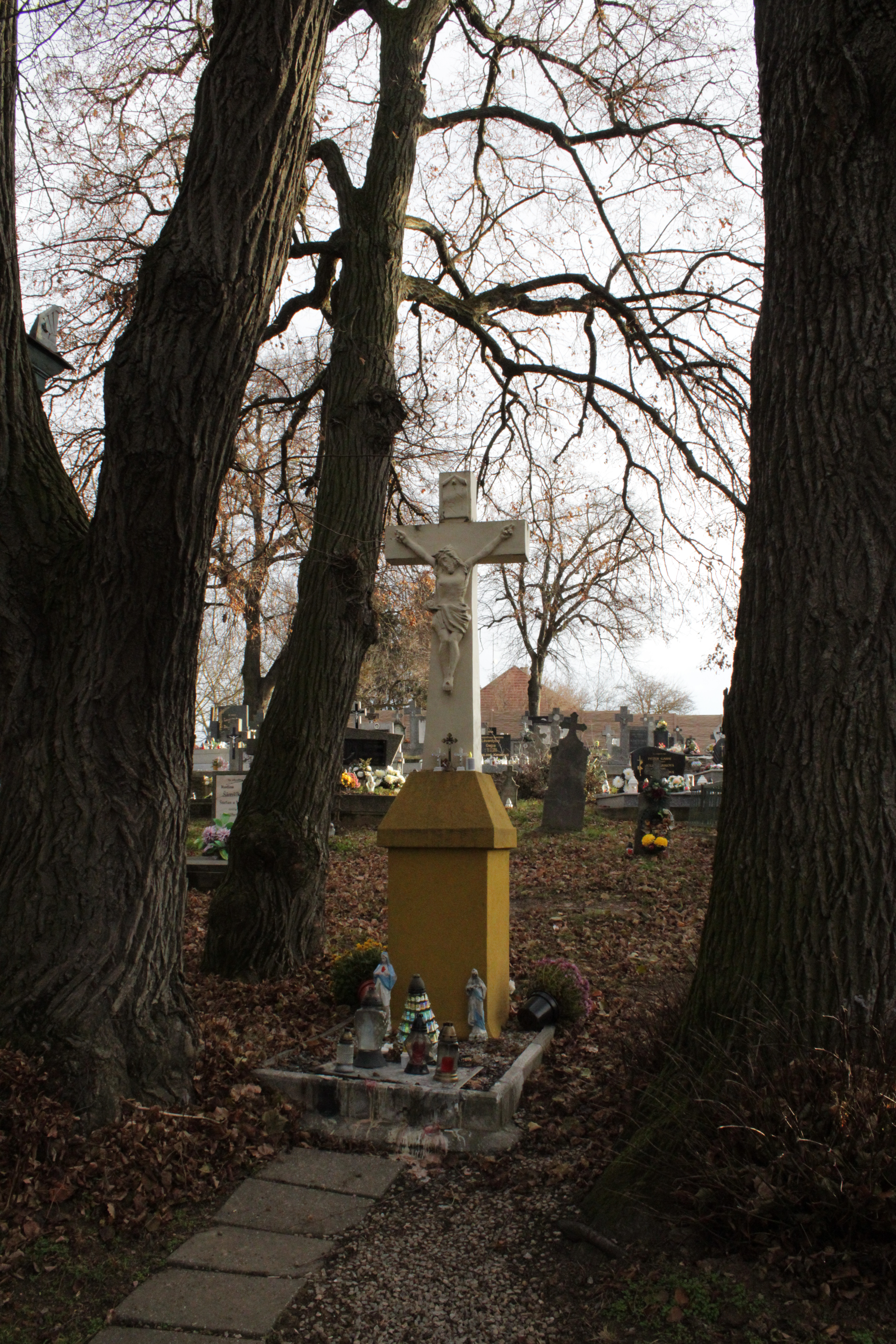
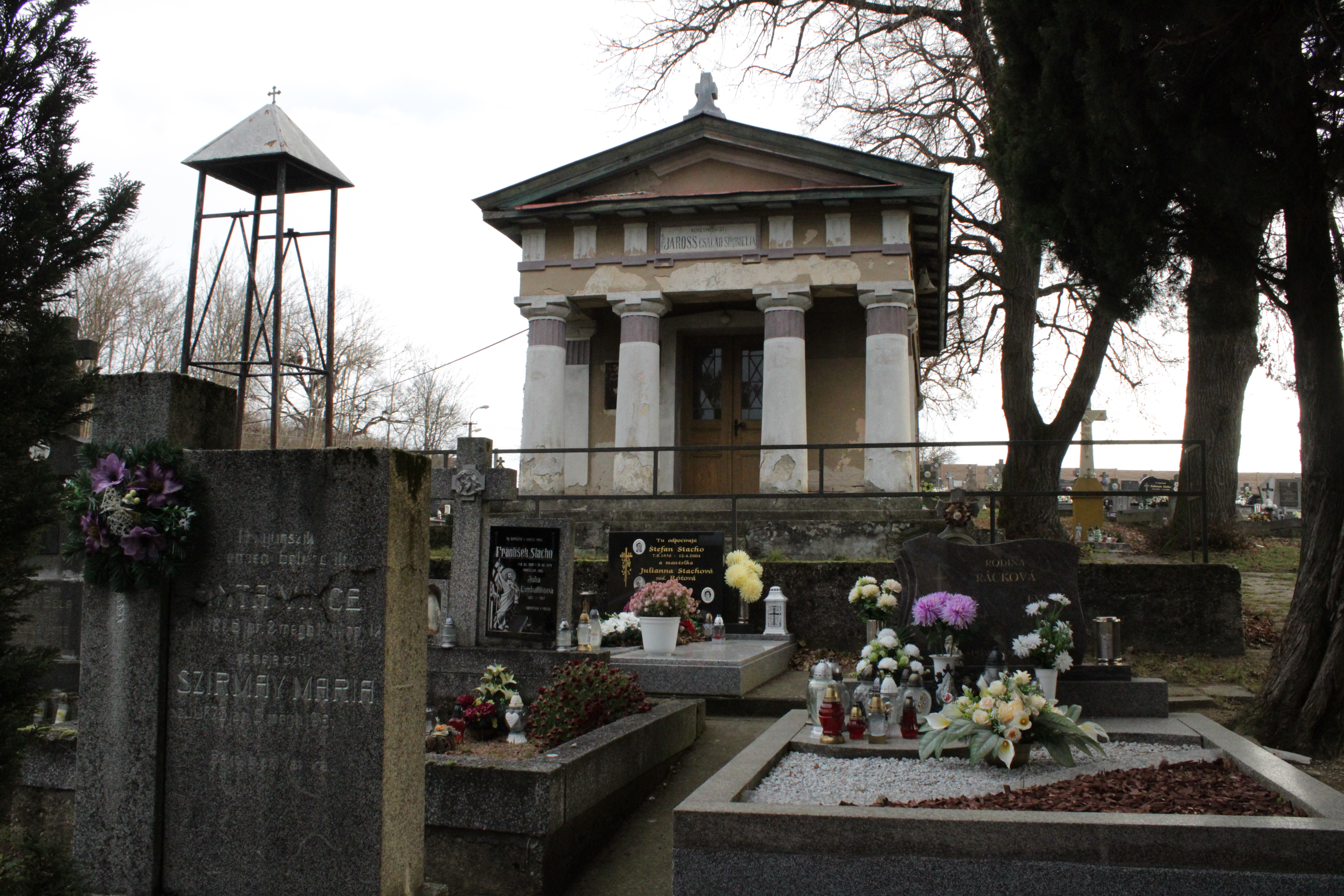
A Jaross család sírboltja
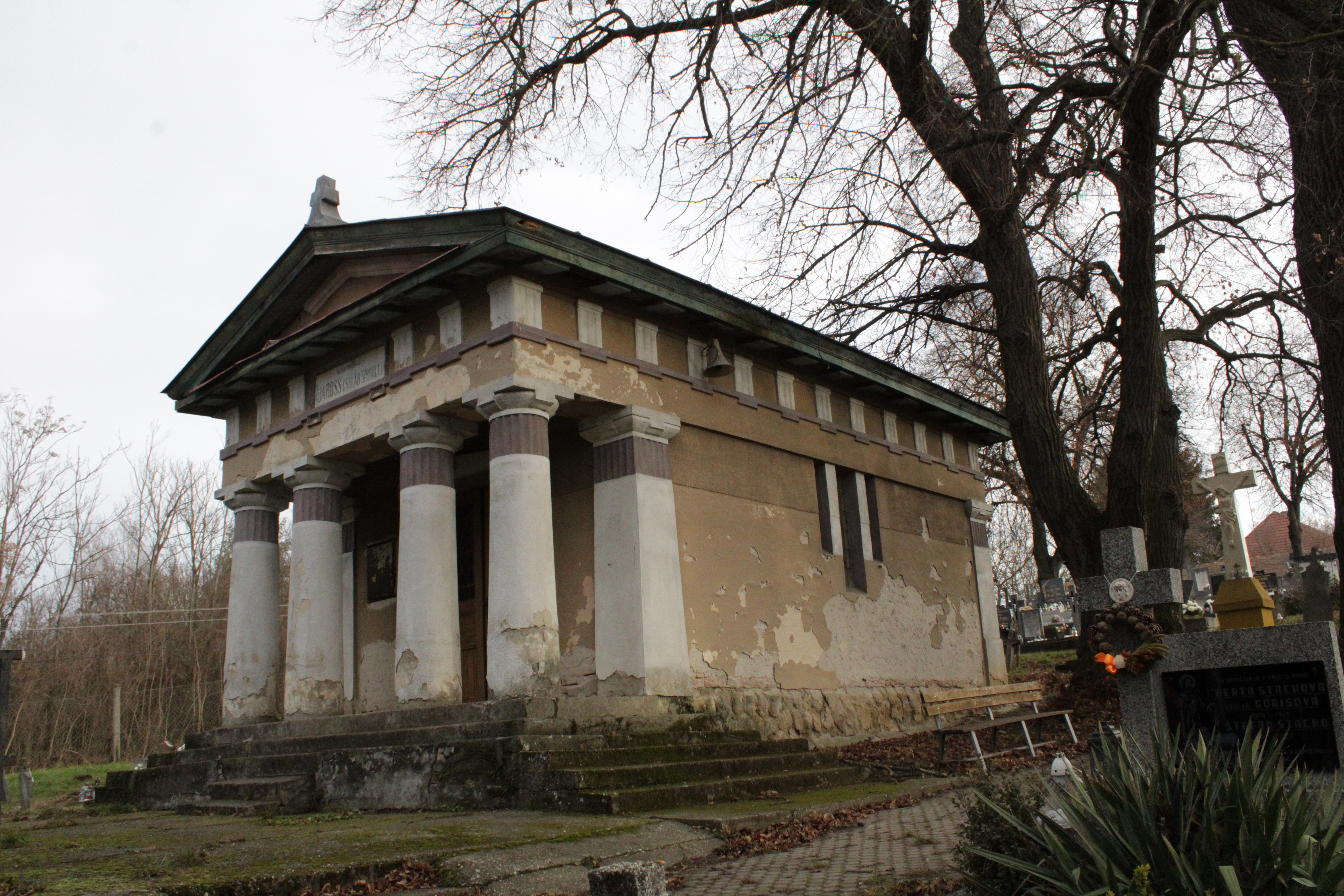

- A Szűz-Mária-templom 1822-ben épült, de sekrestyéje 16. századi eredetű. A Kürthyek családi kriptája itt található, a templom díszes oltárképe is a család tagjait ábrázolja. A templom kelyhe a francia háborúkban zsákmányolt fegyverekből készült. A templom világháborúban beolvasztott harangjait 1956-ban pótolták, 1974-ben pedig teljesen felújították.
- A Szent Orbán-kápolna 1846-ban épült.
- Az egykori Kürthy-kúria egy, a török megszállás alatt elpusztult kastély helyén, az egykori kerekszállási templom anyagából épült a 18. század elején.
- A községi hivatal előtt áll Anton Bernolák mellszobra.

## Neves személyek
- Itt született 1811-ben Balázsi Gergely plébános.
- Itt született 1827-ben Ribáry Ferenc tanár, történelmi és földrajzi szakíró.
- Itt született 1830-ban Szombathely Győző Komárom vármegye alispánja.
- Itt született 1836-ban Dalmady Győző (1836-1916) költő, publicista.
- Itt született 1853-ban Sarlay Károly (1853-1931) Komárom megyei főállatorvos, a budapesti, a bécsi és a kolozsvári egyetemek professzora.
- Itt született 1910-ben Karol Adler (1910-1944), a Szlovák Nemzeti Felkelés során a Dobsina-környéki ellenállás egyik vezetője, a Petőfi Sándor Partizánosztag parancsnoka.
- Innen származott Bangya János honvéd ezredes, újságíró.
- Innen származott Vörös Sári magyar nótaénekes, dalénekes, énektanár.
- Itt hunyt el 1885-ben Várady Antal ügyvéd és földbirtokos, a reformnemzedék tagja.
- Itt hunyt el 1898-ban Kürthy István 1848-1849-es honvéd ezredes és országgyűlési képviselő.
- Itt szolgált Aszód Áron Sámuel rabbi.
- Itt nyugszik Kürthy Lajos főispán.